# Souprosse
Souprosse é uma comuna francesa na região administrativa da Nova Aquitânia, no departamento Landes. Estende-se por uma área de 43,04 km². Em 2010 a comuna tinha 1 152 habitantes (densidade: 26,8 hab./km²).